# Chojno (gmina w województwie poznańskim)
Chojno (od 1973 Pakosław) – dawna gmina wiejska istniejąca w latach 1934–1954 w woj. poznańskim (dzisiejsze woj. wielkopolskie). Siedzibą gminy było Chojno.
Gmina zbiorowa Chojno została utworzona 1 sierpnia 1934 roku w powiecie rawickim w woj. poznańskim z dotychczasowych jednostkowych gmin wiejskich: Białykał, Chojno, Golejewo, Kubeczki, Niedźwiadki, Osiek, Ostrobudki, Pakosław, Podborowo, Pomocno, Słupia Kapitulna, Sowy, Sworowo, Ugoda, Zaorle i Zawady (oraz z obszarów dworskich położonych na tych terenach lecz nie wchodzących w skład gmin). 
Po wojnie gmina zachowała przynależność administracyjną. Według stanu z dnia 1 lipca 1952 roku gmina składała się z 13 gromad: Białykał, Chojno, Golejewko, Golejewo, Niedźwiadki, Osiek, Ostrobudki, Pakosław, Pomocno, Słupia Kapitulna, Sowy, Sworowo i Ugoda. Gmina została zniesiona 29 września 1954 roku wraz z reformą wprowadzającą gromady w miejsce gmin.
Jednostki nie przywrócono 1 stycznia 1973 roku po reaktywowaniu gmin, utworzono natomiast jej terytorialny odpowiednik – gminę Pakosław.